# Ho Și Min
Pentru articolul referitor la orașul denumit după omul de stat vietnamez, vedeți Ho Și Min (oraș)
Hồ Chí Minh, cunoscut îndeobște ca Ho Chi Minh ascultațiⓘ  (n. 19 mai 1890, Kim Liên⁠(d), Nghệ An, Vietnam – d. 2 septembrie 1969, Hà Nội, Vietnamul de Nord) a fost un om de stat și revoluționar vietnamez, care a devenit ulterior prim-ministru (1946 - 1955) și președinte (1955 - 1969) al Vietnamului de Nord.
Hồ Chí Minh a fost născut Nguyễn Sinh Cung, fiind de asemenea cunoscut, printre altele, sub următoarele nume Nguyễn Tất Thành, Nguyễn Ái Quốc (ceea ce înseamnă „Nguyễn patriotul“), Lý Thụy, Hồ Quang, dar este popular cunoscut ca Bác Hồ (Unchiul Hồ) în Vietnam. Hồ Chí Minh înseamnă „cel care iluminează“. Este cunoscut mai ales pentru fondarea mișcării de independență Viet Minh în 1941 și pentru stabilirea controlului comunist asupra părții de nord a Vietnamului de Nord în anii 1960.
A fost revoluționar, prim-ministru și președinte vietnamez. Anti-colonialist, emigrează mai întâi în SUA, iar apoi la Paris (1917), unde aderă la Partidul Socialist. Este expulzat din Franța și pleacă la Moscova, unde colaborează cu Partidul Comunist. În 1930 fondează Partidul Comunist Indochinez, iar în 1941 înființează Viet-Minh, Frontul de Independență a Vietnamului. În 1946 devine președintele Republicii Populare Vietnam. Îi susține pe luptătorii Viet-Cong în războiul cu SUA și cu Vietnamul de Sud.